# كين كوباياشي
كين كوباياشي (باليابانية: 小林健؛ بالكانا: こばやし けん) هو شخصية أعمال ياباني، ولد في 14 فبراير 1949 في اليابان.